# Cantone di Pelileo
Il Cantone di Pelileo è un cantone dell'Ecuador che si trova nella Provincia del Tungurahua.
Il capoluogo del cantone è Pelileo.